# Phạm Anh Tuấn (chính khách)
Phạm Anh Tuấn (sinh ngày 19 tháng 5 năm 1973) là chính trị gia nước Cộng hòa xã hội chủ nghĩa Việt Nam. Ông hiện là Phó Bí thư Tỉnh ủy, Chủ tịch Ủy ban nhân dân tỉnh Gia Lai. Ông từng là Thứ trưởng Bộ Thông tin và Truyền thông; từng lãnh đạo các doanh nghiệp nhà nước về bưu chính, viễn thông với chức vụ Bí thư Đảng ủy, Chủ tịch Hội đồng thành viên Vietnam Post, Chủ tịch Hội đồng quản trị Tổng công ty cổ phần Bảo hiểm Bưu điện Việt Nam.
Phạm Anh Tuấn là đảng viên Đảng Cộng sản Việt Nam, học vị Tiến sĩ Tài chính – Ngân hàng, Cao cấp lý luận chính trị. Ông có sự nghiệp thời gian dài công tác ở khối doanh nghiệp nhà nước và chủ đạo là bưu chính, viễn thông.

## Xuất thân và giáo dục
Phạm Anh Tuấn sinh ngày 19 tháng 5 năm 1973 tại thị xã Lai Châu tỉnh lỵ tỉnh Lai Châu, nay là thị xã Mường Lay, tỉnh Điện Biên, quê ở xã Kỳ Lâm, nay là xã Lâm Hợp, huyện Kỳ Anh, tỉnh Hà Tĩnh, Cộng hòa xã hội chủ nghĩa Việt Nam. Ông lớn lên ở Mường Lay, theo học phổ thông ở Trường cấp II – III Lai Châu, nay là Trường Trung học phổ thông Mường Lay, niên khóa 1986–89. Sau khi tốt nghiệp phổ thông, ông thi đỗ Trường Đại học Kinh tế Quốc dân và tốt nghiệp cử nhân năm 1993. Những năm 2010, ông là nghiên cứu sinh tài chính tại Học viện Tài chính, bảo vệ thành công luận án tiến sĩ đề tài "Nâng cao hiệu quả kinh doanh tại Tổng công ty Bưu điện Việt Nam", trở thành Tiến sĩ Tài chính – Ngân hàng vào tháng 8 năm 2017.

## Sự nghiệp

### Ngành Bưu chính
Những năm 1990, sau khi tốt nghiệp Trường Đại học Kinh tế Quốc dân, Phạm Anh Tuấn được tuyển vào làm ở Tổng công ty Bưu chính Viễn thông Việt Nam, một doanh nghiệp nhà nước được tách ra từ Tổng cục Bưu điện. Sau đó, ông lần lượt công tác ở khối cơ quan, doanh nghiệp nhà nước ngành bưu chính, viễn thông được thành lập lẫn thay đổi như Bộ Bưu chính Viễn thông, Tập đoàn Bưu chính Viễn thông Việt Nam. Ngày 1 tháng 6 năm 2007, Thủ tướng Phan Văn Khải đã ban hành quyết định phê duyệt đề án thành lập Tổng công ty Bưu chính Việt Nam, tiến hành quản lý Tổng công ty cổ phần Bảo hiểm Bưu điện (PTI), Phạm Anh Tuấn chuyển sang công ty mới và là Ủy viên Hội đồng quản trị PTI từ tháng 11 năm 2007. Đến tháng 4 năm 2011, ông được bổ nhiệm làm Phó Tổng giám đốc Tổng công ty Bưu chính Việt Nam, và sau đó 1 năm, vào ngày 16 tháng 11 năm 2012, Thủ tướng Nguyễn Tấn Dũng ban hành quyết định chuyển quyền đại diện chủ sở hữu nhà nước của doanh nghiệp này từ VNPT về Bộ Thông tin và Truyền thông, đổi tên thành Tổng công ty Bưu điện Việt Nam (Vietnam Post), ông tiếp tục là Phó Tổng giám đốc Vietnam Post. Tháng 9 năm 2013, ông là Thành viên Hội đồng quản trị, Tổng giám đốc Vietnam Post, đồng thời là Chủ tịch Hội đồng quản trị PIT – công ty con của Vietnam Post trong giai đoạn 2011–15. Ngày 1 tháng 1 năm 2018, ông là Bí thư Đảng ủy, Chủ tịch Hội đồng thành viên Vietnam Post, trở thành lãnh đạo của doanh nghiệp này sau nhiều năm công tác bưu chính.

### Bộ Thông tin và Truyền thông
Ngày 19 tháng 9 năm 2019, Thủ tướng Nguyễn Xuân Phúc bổ nhiệm Phạm Anh Tuấn làm Thứ trưởng Bộ Thông tin và Truyền thông, bắt đầu giai đoạn mới của sự nghiệp. Ở Bộ, ông phụ trách lĩnh vực bưu chính, chuyển phát, báo chí, truyền thông; phụ trách các công tác nội chính, kế hoạch – tài chính, pháp chế, đầu tư, tài chính doanh nghiệp và hoạt động của các doanh nghiệp, phòng chống tham nhũng, buôn lậu, thanh tra, thông tin điện tử, xuất bản, in và phát hành, thông tin cơ sở, thông tin đối ngoại, công tác Đảng, đoàn thể (công đoàn, đoàn thanh niên, cựu chiến binh), công tác quốc phòng – an ninh, và quân sự của Bộ. Ông cũng được giao nhiệm vụ theo dõi và chỉ đạo các đơn vị của Bộ gồm Vụ Kế hoạch – Tài chính, Vụ Bưu chính, Vụ Pháp chế, Văn phòng Bộ, Thanh tra, Vietnam Post, Cục Báo chí, Cục Phát thanh, Truyền hình và Thông tin điện tử, Cục Thông tin cơ sở, Cục Xuất bản, In và Phát hành, và Cục Thông tin đối ngoại.

### Tỉnh Bình Định
Ngày 13 tháng 9 năm 2022, Ban Bí thư Ban Trung ương Đảng điều động Phạm Anh Tuấn tới tỉnh Bình Định, chỉ định ông tham gia Ban Chấp hành, Ban Thường vụ và giữ chức Phó Bí thư Tỉnh ủy Bình Định nhiệm kỳ 2020–25, đồng thời giới thiệu để Hội đồng nhân dân tỉnh bầu giữ chức Chủ tịch Ủy ban nhân dân tỉnh Bình Định, nhiệm kỳ 2021–26, và được bầu với số phiếu tuyệt đối, giữ chức vụ này từ ngày 19 tháng 9.